# 간디바
간디바(산스크리트어: गाण्डीव)는 마하바라타의 영웅 아르주나가 사용하는 활이다. 마하바라타에서 아르주나는 크리슈나와 함께 칸다바 숲 근처에 놀러갔을 때 브라만으로 변장한 불의 신 아그니가 다가와 인드라가 지키는 칸다바 숲을 자신의 먹을 것으로 정했으니 인드라가 숲을 보호하지 않도록 막아달라고 요청했으며, 이 때 아르주나와 크리슈나는 그 요청을 들어주는 대신 아그니에게 인드라와 싸울 만한 무기들을 요구했고, 아그니는 간디바와 화살이 끊임없이 나오는 두 개의 화살집을 아르주나에게 선물하면서 간디바를 얻게 된 아르주나는 이 간디바로 많은 적들을 무찔렀으며, 쿠루크셰트라 전쟁이 끝난 후에는 아그니에게 간디바를 다시 돌려주었다.